# Благодійний фонд «Бібліотечна країна»
Благодійний фонд «Бібліотечна країна» — благодійна організація в Україні, метою якої є допомога та розвиток бібліотек України та популяризація читання. За 2016—2022 рр. було передано 50 тис. книг в сотні бібліотек України та реалізовані локальні проєкти розвитку бібліотек.

## Історія створення
Благодійний фонд «Бібліотечна країна» був заснований в червні 2015 року. Нового поштовху діяльність набула в 2016 році з долученням випускників 12-го семінару «Відповідальне лідерство» ініціативи Аспен в Україні Юрія Гусєва, Тамари Сухенко, Олександра Красовицького, Анастасії Байдаченко, тоді ж до фонду долучились видавці Ігор Степурін, Владислав Кириченко, Віктор Круглов.
Напрямки діяльності:
- Поширення нового бачення та ролі бібліотек у сучасному суспільстві.
- Стимулювання інновацій та покращення бібліотечних послуг через висвітлення найкращих практик роботи бібліотек та вивчення світового досвіду.
- Оновлення книжкових фондів бібліотек всіх рівнів (публічних, закладів освіти тощо).
- Популяризація книги і поширення культури читання.[3]

## Проєкти
В червні-серпні 2016 р. БФ «Бібліотечна країна» реалізував проєкт «Жива сучасна бібліотека», метою якого стало поповнення фондів українських бібліотек Сходу України новими примірниками сучасної української та світової літератури від провідних видавництв України, поширення культури читання, активізація діалогу шляхом проведення зустрічей діячів української культури з читачами. В результаті проєкту понад 2500 книг були безкоштовно передані в бібліотеки Луганської та Донецької областей. Також в рамках проєкту були проведені зустрічі з письменниками та громадськими діячами у Сєвєродонецьку та Маріуполі. Серед гостей були письменники та поети Андрій Кокотюха, Любко Дереш, Сергій Жадан, Любов Якимчук, Галина Крук, Олексій Чупа та ін.
У 2017 році був реалізований фотопроєкт «Відродження бібліотек Сходу України», метою якого стало висвітлення процесу становлення бібліотек як центрів громади та підтримки внутрішньо переміщених осіб на Донбасі. В рамках проєкту відбулись фотовиставки у Верховній Раді України, Національній бібліотеці України ім. Ярослава Мудрого, Центральній бібліотеці ім. Т.Г.Шевченка для дітей м. Києва.
У 2017—2018 рр. фонд впроваджував проєкт «Трансформація бібліотек в сучасні центри розвитку громад» за підтримки Посольства Великої Британії в Україні у співпраці з Громадянська мережа «ОПОРА». Були презентовані дослідження щодо стану бібліотечних мереж в об'єднаних територіальних громадах Тернопільської області та практичні моделі реформування системи публічних бібліотек, включаючи досвід Великої Британії та успішні проєкти окремих об'єднаних територіальних громад України.
В 2019 році був реалізований проєкт «Підтримка бібліотек переміщених університетів Сходу та Криму» з метою допомоги 18 вимушено переміщеним університетам за підтримки Міжнародного фонду «Відродження» та коштам зібраним на краудфандинговій платформі «Спільнокошт». В бібліотеки було передано більш ніж 2000 нових книг, зокрема підручники, науково-популярні видання, художня література, бібліотекарі пройшли стажування в провідних наукових бібліотеках. Головним результатом зустрічі стало створення мережі бібліотекарів переміщених закладів вищої освіти для подальшого просування їх інтересів, навчання та обміну досвідом.
БФ «Бібліотечна країна» презентував лекції про сучасні бібліотеки як інформаційно-культурні центри розвитку громад на Школі культурного менеджменту для видавничого та літературного сектору за підтримки Українського культурного фонду. На платформі онлайн курсів Відкритий Університет Майдану діє курс «Кошторис та музи», де можна безкоштовно прослухати лекції Школи культурного менеджменту та блок про сучасні бібліотеки.
З початком повномасштабного вторгнення фонд переорієнтував діяльність за такими напрямками: документування злочинів росії проти української культури, підтримка бібліотечної спільноти: гуманітарна та професійна, міжнародна співпраця та адвокація. 
БФ "Бібліотечна країна" спільно з Українською бібліотечної асоціацією створили Фонд допомоги постраждалим бібліотекарям. 
В квітні 2023 року був заключений тристоронній меморандум про співпрацю між Ліверпульською центральною бібліотекою, Одеською обласною універсальною науковою бібліотекою ім. М. Грушевського та БФ «Бібліотечна країна», який був засвідчений Королем Чарльзом ІІІ, що стало прецедентом по започаткуванню програми «Бібліотеки — посестри».
В червні 2023 року благодійний фонд був представлений на щорічній конференції асоціації бібліотек Великобританії Libraries Connected із презентацією досвіду бібліотек в часи війни та культурного геноциду росії в Україні. У Бодлеанській бібліотеці Оксфордського університету виконавча директорка фонду розповіла про виклики та успіхи бібліотек під час війни, допомогу переселенцям, армії, боротьбу з засиллям російської культури.

## Рух «Зелені бібліотеки в Україні»
Благодійний фонд «Бібліотечна країна» ініціював всеукраїнську інформаційну кампанію Рух «Зелені бібліотеки» в Україні по впровадженню екологічної складової в діяльність бібліотек України з метою посилення потенціалу екологічної дієвості та лідерства бібліотек як провайдерів освіти для сталого розвитку. Впроваджується пілотний проєкт Зелена бібліотека— створення екологічного освітнього простору в дитячій бібліотеці Києва» на базі Бібліотеки на Пріорці для дітей, на реалізацію якого були зібрані кошти на краудфандинговій платформі «Спільнокошт».

## Здорові бібліотеки
Україна зможе зменшити ризик зростання кількості хронічних та неінфекційних захворювань спільними зусиллями державних інституцій, громадянського суспільства та загалом завдяки застосуванню кроссекторального підходу. Благодійний фонд "Бібліотечна країна" втілює проєкт "Здорові бібліотеки" за підтримки україно-швейцарського проєкту "Діємо для здоров'я". Пілотний запуск цього рішення у 20 громадах показав, як можна ефективно профілактувати здоров'я через мережу бібліотек.
- Здоров’я нації і наслідки війни – як бібліотеки можуть зробити свої громади здоровішими?
- Як працюють “Здорові бібліотеки”: поєднати книжки та громадське здоров’я

## Публікації
- Чому варто трансформувати публічні бібліотеки, й у що саме [Архівовано 25 жовтня 2020 у Wayback Machine.]
- 5 принципів, за якими потрібно змінювати бібліотеки в Україні [Архівовано 12 лютого 2020 у Wayback Machine.]
- Сховище книг чи центр спільнот: куди рухаються українські бібліотеки [Архівовано 15 червня 2020 у Wayback Machine.]
- Майбутнє бібліотек: у Херсоні провели дискусію щодо реформ в галузі [Архівовано 15 червня 2020 у Wayback Machine.]
- Як громада може впливати на розвиток бібліотек: створення піклувальних рад
- Бібліотеки під час війни: внесок в загальну справу перемоги

## Офіційні сторінки
- Вебсайт БФ «Бібліотечна країна» [Архівовано 15 червня 2020 у Wayback Machine.]
- Сторінка в Facebook [Архівовано 14 травня 2019 у Wayback Machine.]
- На сервісі SlideShare
- Рух «Зелені бібліотеки в Україні» [Архівовано 17 березня 2022 у Wayback Machine.]